# John Weisweiler
John Weisweiler (* 14. September 1981 in New York City) ist ein deutscher Althistoriker und Hochschullehrer an der Ludwig-Maximilians-Universität München (LMU).

## Leben
Seine Eltern waren der bekannte Fußballspieler und -trainer Hennes Weisweiler und dessen Ehefrau Gisela Weisweiler (* 1943). John Weisweiler kam 1981 in New York City zur Welt. Im Jahr 1982 zog die Familie nach Zürich, wo sein Vater bereits 1983 an einem Herzinfarkt starb.
Weisweiler studierte Altertumswissenschaften an der Universität Zürich und am Pembroke College in Cambridge, wo er 2005 mit dem Master of Philosophy abschloss. Im Jahr 2010 wurde er am St John’s College in Cambridge zu römischen Eliten der Spätantike promoviert. Danach war er Marie-Curie-Fellow in Chicago und Heidelberg sowie wissenschaftlicher Assistent in Basel. Ab 2014 war er zwei Jahre lang Akademischer Rat an der Universität Tübingen, dann zwei Jahre lang Assistant Professor an der University of Maryland und schließlich ab 2018 Privatdozent am St. John’s College in Cambridge. Zuletzt nahm er 2023 einen Ruf an die Universität München an, wo er den Lehrstuhl 2 für Alte Geschichte von seinem Vorgänger Jens-Uwe Krause übernahm.
Weisweilers Forschungsgebiet umfasst die Sozial-, Wirtschafts- und Kulturgeschichte römischer Eliten mit besonderem Fokus auf Ungleichheit im Römischen Reich sowie den Vergleich mit anderen spätantiken Gesellschaften.

## Schriften (Auswahl)

### Monographien
- State Aristocracy. Resident Senators and Absent Emperors in Late-Antique Rome AD 320-400. University of Cambridge 2010 (Dissertation).
- From Empire to Universal State. Emperors, Senators and Local Élites in Early Imperial and Late-Antique Rome (c. 25 BCE – 400 CE), Empire and After. Pennsylvania University Press, Philadelphia 2023.

### Herausgeberschaften
- Area Editor für römische Geschichte des Oxford Classical Dictionary
- Reviews Editor des Journal of Late Antiquity
- Mit Myles Lavan, Richard Payne (Hrsg.): Cosmopolitanism and Empire. Universal Rulers, Local Élites and Cultural Integration in the Ancient Mediterranean and Near East (= Oxford Studies in Early Empires). Oxford University Press, New York 2016.
- Debt in the Ancient Mediterranean and Near East. Credit, Money and Social Obligation in David Graeber’s Axial Age (c. 700 BCE – 700 CE). Oxford University Press, New York 2022.